# 富民黨
富民黨，是中華民國已廢止備案政黨。該黨於2002年5月4日成立，當時為全國第99個政黨，前身為「共享人生國際集團」。富民黨黨章宣稱：要使台灣人民富裕，並縮小貧富差距。後被揭露是詐騙集團而遭到取締。

## 沿革
2003年7月18日，四位民進黨立委簡肇棟、林育生、蘇治芬、湯火聖召開聯合記者會揭露，富民黨是詐騙集團所組成的政黨，富民黨成立的目的是詐騙民眾，富民黨創辦人廖文志即是共享人生國際集團總負責人。簡肇棟質疑，富民黨「披著政黨的外衣，可更方便業者從事吸金、獻金、投資等營利行為」。
2003年7月24日，富民黨被行政院公平交易委員會（公平會）決議罰鍰新台幣5,000萬元，創下公平會最高罰鍰個案紀錄。
2003年7月26日下午，富民黨發動1,000多人齊聚位於台中縣中興路的簡肇棟服務處，抗議簡肇棟指控富民黨非法吸金，要求簡肇棟在三天內說明，否則將有另一波抗爭行動。富民黨副執行長范峻華帶領群眾高呼口號抗議，簡肇棟、林育生、蘇治芬、湯火聖未經查明，即舉行記者會，指控富民黨是共享人生國際集團的化身。同日，簡肇棟說，富民黨、共享人生國際集團、ELT行銷聯盟三者的負責人都是廖文志，共享人生國際集團已二度遭公平會罰鍰總計新台幣7,500萬元，吸金之事也在2003年4月遭台北地檢署起訴，可見當初他與林育生、蘇治芬、湯火聖的言論是事實。
2003年7月27日，富民黨執行長朱啟滄對公平會此項決議表示不滿，批評公平會此項決議有違程序正義原則。朱啟滄強調，富民黨從未經營任何事業，更沒有吸金；公平會不能因為連絡不到廖文志本人，就逕行認定富民黨是共享人生國際集團的化身。
2004年7月8日，富民黨被新竹警方瓦解。2004年8月12日上午，內政部警政署刑事警察局偵查第六隊第二組動員維安特勤隊十多名隊員，在苗栗縣逮捕共享人生國際集團成員十多人，在台中市廖文志住處逮捕正在睡覺的廖文志，並在廖文志住處查獲2把制式手槍。
2020年4月29日，內政部正式廢止富民黨的備案。